# FA Cup 1871-1872
De FA Cup 1871-1872 was de allereerste editie van de oudste bekercompetitie van de wereld, de Engelse FA Cup. Deze bekercompetitie is een toernooi voor voetbalclubs. Deze editie werd gewonnen door Wanderers FC.

## Eerste Ronde
De wedstrijden in de eerste ronde werden gespeeld op 11 november 1871.
| Thuisclub          | Uitslag                                            | Bezoekers        |
| ------------------ | -------------------------------------------------- | ---------------- |
| Barnes             | 2-0                                                | Civil Service    |
| Hampstead Heathens | Bye                                                |                  |
| Hitchin            | 0-0 (Beide teams door)                             | Crystal Palace   |
| Maidenhead         | 2-0                                                | Marlow           |
| Queen's Park       | (Konden geen datum overeenkomen, beide teams door) | Donington School |
| Royal Engineers    | Walkover                                           | Reigate Priory   |
| Upton Park         | 0-3                                                | Clapham Rovers   |
| Wanderers FC       | Walkover - geschrapt                               | Harrow Chequers  |

## Tweede Ronde
De wedstrijden in de tweede ronde werden gespeeld van 16 december 1871 tot en met 11 januari 1872.
| Thuisclub      | Uitslag  | Bezoekers          |
| -------------- | -------- | ------------------ |
| Barnes         | 1-1      | Hampstead Heathens |
| Crystal Palace | 3-0      | Maidenhead         |
| Hitchin        | 0-5      | Royal Engineers    |
| Queen's Park   | Walkover | Donington School   |
| Wanderers      | 3-1      | Clapham Rovers     |

### Tweede Ronde Replay
De replay in de tweede ronde werd gespeeld op 6 januari 1872
| Thuisclub          | Uitslag | Bezoekers |
| ------------------ | ------- | --------- |
| Hampstead Heathens | 1-0     | Barnes    |

## Kwartfinale
De wedstrijden in de kwartfinale werden gespeeld op 20 januari 1872 en 27 januari 1872
| Thuisclub       | Uitslag                     | Bezoekers          |
| --------------- | --------------------------- | ------------------ |
| Queen's Park    | Bye                         |                    |
| Royal Engineers | 3-0                         | Hampstead Heathens |
| Wanderers       | 0-0 (beide teams gaan door) | Crystal Palace     |

## Halve Finale
De wedstrijd in de halve finale werd gespeeld op 9 maart 1872
| Thuisclub           | Uitslag  | Bezoekers                             |
| ------------------- | -------- | ------------------------------------- |
| Royal Engineers AFC | 3-0      | Crystal Palace (Gespeeld op The Oval) |
| Wanderers FC        | Walkover | Queen's Park                          |

## Finale
De finale werd gespeeld op 16 maart 1872
| Winnaar      | Score | Verliezer                                  |
| ------------ | ----- | ------------------------------------------ |
| Wanderers FC | 1-0   | Royal Engineers AFC (Gespeeld op The Oval) |

1872 ·
1873 ·
1874 ·
1875 ·
1876 ·
1877 ·
1878 ·
1879 ·
1880 ·
1881 ·
1882 ·
1883 ·
1884 ·
1885 ·
1886 ·
1887 ·
1888 ·
1889 ·
1890 ·
1891 ·
1892 ·
1893 ·
1894 ·
1895 ·
1896 ·
1897 ·
1898 ·
1899 ·
1900 ·
1901 ·
1902 ·
1903 ·
1904 ·
1905 ·
1906 ·
1907 ·
1908 ·
1909 ·
1910 ·
1911 ·
1912 ·
1913 ·
1914 ·
1915 ·
1916 ·
1917 ·
1918 ·
1919 ·
1920 ·
1921 ·
1922 ·
1923 ·
1924 ·
1925 ·
1926 ·
1927 ·
1928 ·
1929 ·
1930 ·
1931 ·
1932 ·
1933 ·
1934 ·
1935 ·
1936 ·
1937 ·
1938 ·
1939 ·
1940 ·
1941 ·
1942 ·
1943 ·
1944 ·
1945 ·
1946 ·
1947 ·
1948 ·
1949 ·
1950 ·
1951 ·
1952 ·
1953 ·
1954 ·
1955 ·
1956 ·
1957 ·
1958 ·
1959 ·
1960 ·
1961 ·
1962 ·
1963 ·
1964 ·
1965 ·
1966 ·
1967 ·
1968 ·
1969 ·
1970 ·
1971 ·
1972 ·
1973 ·
1974 ·
1975 ·
1976 ·
1977 ·
1978 ·
1979 ·
1980 ·
1981 ·
1982 ·
1983 ·
1984 ·
1985 ·
1986 ·
1987 ·
1988 ·
1989 ·
1990 ·
1991 ·
1992 ·
1993 ·
1994 ·
1995 ·
1996 ·
1997 ·
1998 ·
1999 ·
2000 ·
2001 ·
2002 ·
2003 ·
2004 ·
2005 ·
2006 ·
2007 ·
2008 ·
2009 ·
2010 ·
2011 ·
2012 ·
2013 ·
2014 ·
2015 ·
2016 ·
2017 ·
2018 ·
2019 ·
2020 ·
2021 ·
2022 ·
2023 ·
2024 .
2025